# Kerstin Glimstedt-Eriksson
Kerstin Elin Glimstedt-Eriksson, född Glimstedt 4 september 1882 i Norra Vrams socken, Skåne, död 8 november 1941 i Malmö, var en svensk teckningslärare och akvarellist.
Hon var dotter till bankkassören Carl Alfred Glimstedt och Elin Hansson samt gift med majoren Folke Eriksson. Glimstedt-Eriksson avlade teckningslärarexamen vid Högre konstindustriella skolan i Stockholm 1903 och företog därefter en kortare studieresa till Wien. Hon var därefter verksam som teckningslärare i Karlshamn, Karlskrona, Göteborg och Malmö. Hennes konst består huvudsakligen av akvareller med blomsterstilleben, landskapsstudier och gatupartier från Göteborg. Glimstedt-Eriksson är representerad vid Kristianstads konstmuseum. Hon är begravd på Hyllie kyrkogård.